# Liste der Feldsteinkirchen im Fläming
Die Liste der Feldsteinkirchen im Fläming nennt mittelalterliche Feldsteinkirchen als typische Bauten für den Fläming, einen Höhenzug (zugleich eine historische Landschaft) in Brandenburg und Sachsen-Anhalt. Darüber hinaus lassen sich Feldsteinkirchen auch in anderen Regionen Brandenburgs, der Altmark und Mecklenburg-Vorpommerns finden.
Diese Liste mit Orten mit Feldsteinkirche nimmt zusätzlich einige Kirchen aus Bruchsteinen auf, soweit sie in der Struktur den Feldsteinkirchen ähneln und wie diese aus den Jahrhunderten des Landesausbaus stammen. Ferner, da der Kulturraum Fläming über die geologische Abgrenzung des Höhenzugs Fläming hinausgeht, sind auch einige Standorte in den Randbereichen wie beispielsweise im Planetal bis nach Gömnigk aufgenommen worden.
Bis auf wenige Ausnahmen (Bad Belzig, Burg, Jüterbog, Loburg, Möckern, Treuenbrietzen, Wusterwitz) handelt es sich um Dorfkirchen.

## Liste
| Name / Artikel                          | Kurzbeschreibung | Gemeinde               | Ort                            | Bild            | Koordinaten                  |
| --------------------------------------- | --- | ---------------------- | ------------------------------ | --------------- | ---------------------------- |
| St. Marien (Zerbst/Anhalt)              | Ruine, romanische Basilika in Feldstein, 1945 zerstört; Chor gotisch, separat nutzbar gemacht                                                                     | Zerbst/Anhalt          | Ankuhn                         |                 | 51° 58′ 20″ N, 12° 4′ 44″ O  |
| Dorfkirche Arnsdorf (Jessen)            | Schlichter Rechteckbau 1. H. 13. Jh., verputzter Turm mit achteckigem Aufsatz und Haube 18. Jh.                                                                   | Jessen                 | Arnsdorf (Jessen)              |                 | 51° 49′ 18″ N, 12° 57′ 8″ O  |
| Marienkirche Bad Belzig                 | Evangelische Stadtkirche, 1. H. 13. Jh., Saal mit eingezogenem Chor und querschiffartigen Anbauten, Westturm mit barocker Haube                                   | Bad Belzig             | Bad Belzig                     |                 | 52° 8′ 30″ N, 12° 35′ 14″ O  |
| St. Briccius (Bad Belzig)               | Spätgotisches Bauwerk in Feldstein mit wuchtigen Eckpfeilern und Chorpolygon in Backstein                                                                         | Bad Belzig             | Bad Belzig                     |                 | 52° 8′ 12″ N, 12° 35′ 1″ O   |
| St. Gertrud (Bad Belzig)                | Spätgotische Kapelle des damals vor der Stadt gelegenen Hospitals (wohl 15. Jh.)                                                                                  | Bad Belzig             | Bad Belzig                     |                 | 52° 8′ 36″ N, 12° 35′ 24″ O  |
| Dorfkirche Benken                       | Kirche (1. H. 13. Jh.) mit eingezogenem Rechteckchor, Dachturm | Wiesenburg/Mark        | Benken                         |                 | 52° 9′ 59″ N, 12° 27′ 50″ O  |
| Dorfkirche Bergholz                     | Kirche in vollständiger Anlage, nach 1200. Turm nach Teileinsturz mit Strebepfeilern versehen                                                                     | Bad Belzig             | Bergholz                       |                 | 52° 6′ 9″ N, 12° 33′ 11″ O   |
| Dorfkirche Blönsdorf                    | Neubau 1911/12 einer ursprünglich romanischen Kirche nach Baufälligkeit, Rechteckbau mit eingezogenem Chor                                                        | Niedergörsdorf         | Blönsdorf                      |                 | 51° 57′ 28″ N, 12° 53′ 9″ O  |
| Dorfkirche Bochow                       | Im Kern gotischer Feldsteinbau mit eingezogenem Chor, neugotischer Backsteinturm                                                                                  | Niedergörsdorf         | Bochow                         |                 | 51° 56′ 51″ N, 13° 5′ 10″ O  |
| Dorfkirche Boecke                       | Rechteckbau mit eingezogenem Chor und Apsis 1. H. 13. Jh., Umbau und Turm 1870                                                                                    | Wenzlow                | Boecke (Wenzlow)               |                 | 52° 18′ 0″ N, 12° 24′ 12″ O  |
| Dorfkirche Bone (Zerbst)                | Schiff, eingezogener Chor und Apsis um 1200, Fachwerk-Dachturm, Kirche 1898 renoviert, Ausmalung 1908                                                             | Zerbst                 | Bone                           |                 | 51° 57′ 57″ N, 12° 8′ 21″ O  |
| Dorfkirche Borgisdorf                   | Rechteckbau mit eingezogenem Rechteckchor, 2. H. 13. Jh., Turm 1897                                                                                               | Niederer Fläming       | Borgisdorf                     |                 | 51° 55′ 34″ N, 13° 8′ 17″ O  |
| Dorfkirche Borne                        | Spätromanisches Schiff, eingezogener Chor und Apsis 1. Viertel 13. Jh., Fachwerkdachturm (1908 erneuert)                                                          | Bad Belzig             | Borne                          |                 | 52° 6′ 44″ N, 12° 32′ 16″ O  |
| Dorfkirche Buchholz bei Niemegk         | Neugotischer Wiederaufbau 1847 nach Brand des Vorgängers, teilweise unter Verwendung der Umfassungsmauern und mit Backsteingliederungen                           | Rabenstein/Fläming     | Buchholz                       |                 | 52° 4′ 20″ N, 12° 37′ 10″ O  |
| Dorfkirche Buckau                       | Großer Feldsteinbau mit eingezogenem Chor und Apsis um 1200, Turm und Sakristei 1860                                                                              | Buckautal              | Buckau                         |                 | 52° 13′ 25″ N, 12° 19′ 40″ O |
| Dorfkirche Buckow (Dahme/Mark)          | Im Kern wohl gotische Feldsteinkirche 14. Jh., barock und historistisch verändert (Westturm)                                                                      | Dahme/Mark             | Buckow (Dahme/Mark)            |                 | 51° 56′ 51″ N, 13° 23′ 45″ O |
| Dorfkirche Bücknitz                     | Spätromanischer Rechteckbau (13. Jh.) mit Chor und Apsis, Turm 18. Jh.                                                                                            | Ziesar                 | Bücknitz                       |                 | 52° 16′ 53″ N, 12° 19′ 46″ O |
| Dorfkirche Bülzig                       | Rechteckiger, chorloser Feldsteinbau, wohl um 1300, Fachwerkturm mit Aufsatz                                                                                      | Zahna-Elster           | Bülzig                         |                 | 51° 53′ 35″ N, 12° 45′ 14″ O |
| St. Johannes (Buko)                     | Stattlicher Feldsteinbau mit Apsis und Westturm, nach Brand 1724 nach Osten erweitert, gleichzeitige Ausstattung                                                  | Coswig                 | Buko                           |                 | 51° 56′ 33″ N, 12° 24′ 28″ O |
| Komtureikirche Buro                     | Kirche der Deutschordens-Komturei 1259 übereignet, 1644 und 1697 renoviert, umfangreiche Ausstattung                                                              | Coswig                 | Buro (Coswig)                  |                 | 51° 52′ 50″ N, 12° 24′ 20″ O |
| St. Mauritius (Büden)                   | Kirche im Kern 13. Jahrhundert, Verfall nach 1945 und Brandstiftung 1985, nach Wiederaufbau 2000 profaniert                                                       | Möckern                | Büden                          |                 | 52° 8′ 50″ N, 11° 49′ 40″ O  |
| Oberkirche Unser Lieben Frauen          | Stadtbildprägender Westbau im Kern M. 13. Jh., dreischiffige Hallenkirche nach 1359 bis etwa 1455 teils in Backstein                                              | Burg (bei Magdeburg)   | Burg (bei Magdeburg)           |                 | 52° 16′ 24″ N, 11° 51′ 43″ O |
| Unterkirche St. Nicolai                 | Einheitlich romanische Pfeilerbasilika 12. Jh. mit eingezogenem Chor und mächtigem, zusammen mit der Oberkirche stadtbildprägendem Westbau                        | Burg (bei Magdeburg)   | Burg (bei Magdeburg)           |                 | 52° 16′ 7″ N, 11° 51′ 4″ O   |
| St. Nicolai (Coswig)                    | Langgestreckter Saalbau, ursprünglich Bettelordenskirche, 1547 zerstört, danach Wiederaufbau, nur Unterbau Turm und Schiff noch aus Feldstein                     | Coswig                 | Coswig                         |                 | 51° 52′ 57″ N, 12° 27′ 31″ O |
| Dorfkirche Dahnsdorf                    | Romanische Feldsteinkirche in vollständiger Anlage, von 1227 bis 1777 Deutschordenskomturei                                                                       | Planetal               | Dahnsdorf                      |                 | 52° 6′ 4″ N, 12° 40′ 6″ O    |
| Dorfkirche Dalchau                      | Romanischer Feldsteinbau 1161 erstmals erwähnt, umfangreiche Erneuerung 1677–1702                                                                                 | Möckern                | Dalchau                        |                 | 52° 6′ 44″ N, 11° 59′ 21″ O  |
| Dorfkirche Dalichow                     | Rechteckiger turmloser Saalbau um 1300, Satteldach | Niedergörsdorf         | Dalichow                       |                 | 51° 58′ 30″ N, 12° 55′ 15″ O |
| Ruine Dangelsdorf                       | Ruine der Feldsteinkirche von Dangelsdorf, erstmals 1375 als wüst erwähnt                                                                                         | Görzke                 | Dangelsdorf                    |                 | 52° 11′ 12″ N, 12° 24′ 38″ O |
| St. Jakobi (Dannigkow)                  | Spätromanischer Bruchsteinbau, im Kern 12. Jh., nach Osten verlängert                                                                                             | Gommern                | Dannigkow                      |                 | 52° 4′ 24″ N, 11° 52′ 26″ O  |
| Kirche Deetz                            | Im Kern romanische Saalkirche, barock umgestaltet 2. H. 18. Jh., dabei barocke Dächer                                                                             | Zerbst                 | Deetz                          |                 | 52° 3′ 7″ N, 12° 10′ 6″ O    |
| Dorfkirche Dennewitz                    | Feldsteinsaalbau 2. H. 13. Jh. mit Turm, dieser von 1714/16 wiederaufgebaut                                                                                       | Niedergörsdorf         | Dennewitz                      |                 | 51° 58′ 12″ N, 13° 0′ 44″ O  |
| Dorfkirche Detershagen                  | Spätromanischer Feldsteinbau aus Schiff, Apsis und Westturm, 1684 stark verändert                                                                                 | Burg (bei Magdeburg)   | Detershagen                    |                 | 52° 14′ 37″ N, 11° 48′ 51″ O |
| St. Blasius (Dobritz)                   | Im Kern spätromanische Feldsteinkirche, 1806 Turm neu, um 1890 eingreifende Erneuerung                                                                            | Zerbst                 | Dobritz                        |                 | 52° 1′ 37″ N, 12° 13′ 24″ O  |
| St. Petri (Düben)                       | Barock veränderter, ursprünglich romanischer Feldsteinbau mit eingezogenem Chor und Apsis, Ausstattung 1667                                                       | Coswig (Anhalt)        | Düben                          |                 | 51° 55′ 38″ N, 12° 23′ 1″ O  |
| Dorfkirche Eckmannsdorf                 | Im Kern romanisch Anf. 13. Jh., Saalkirche mit Apsis, Turm 1790                                                                                                   | Niedergörsdorf         | Eckmannsdorf                   |                 | 51° 59′ 45″ N, 12° 53′ 48″ O |
| Kirche St. Trinitatis (Eichholz/Zerbst) | Romanischer Rechtecksaal in Feldstein um 1200, mächtiger Querwestturm; nach Kriegsschäden und längerem Verfall seit 2016 umfassend wiederhergestellt              | Zerbst                 | Eichholz (Zerbst)              |                 | 51° 55′ 35″ N, 12° 1′ 49″ O  |
| Dorfkirche Frankenfelde                 | Schlichter Rechteckbau mit mächtigem Querturm, 2. H. 13. Jh. | Luckenwalde            | Frankenfelde                   |                 | 52° 6′ 30″ N, 13° 6′ 25″ O   |
| Dorfkirche Frankenförde                 | Rechteckbau um 1300, mit Dachturm E. 17. Jh. | Nuthe-Urstromtal       | Frankenförde                   |                 | 52° 6′ 2″ N, 13° 4′ 22″ O    |
| Dorfkirche Fredersdorf                  | Feldsteinbau 2. H. 13. Jh., Turm 1859 | Bad Belzig             | Fredersdorf                    |                 | 52° 11′ 26″ N, 12° 38′ 21″ O |
| Dorfkirche Fröhden                      | Schlichter Rechteckbau 15. Jh. mit Westturm und neugotischem Backsteingiebel                                                                                      | Jüterbog               | Fröhden                        |                 | 51° 58′ 27″ N, 13° 10′ 14″ O |
| Kirche Gadegast                         | Granitquaderbau mit eingezogenem Chor und Apsis, 1. H. 13. Jh. | Zahna-Elster           | Gadegast                       |                 | 51° 53′ 28″ N, 12° 53′ 33″ O |
| Dorfkirche Garitz                       | Feldsteinbau 14. Jh. ?, barockes Dach und Dachturm | Zerbst                 | Garitz (Zerbst)                |                 | 51° 59′ 11″ N, 12° 14′ 13″ O |
| Dorfkirche Garrey                       | Gotische Saalkirche, Rechteckbau 14./15. Jh. in Feldstein | Rabenstein/Fläming     | Garrey                         |                 | 52° 1′ 12″ N, 12° 39′ 46″ O  |
| Dorfkirche Gebersdorf                   | Romanische Dorfkirche in vollständiger Anlage, wohl 13. Jh. | Dahme/Mark             | Gebersdorf                     |                 | 51° 53′ 52″ N, 13° 24′ 32″ O |
| St. Johannes Evangelist (Gehrden)       | Spätromanischer Saalbau mit Westquerturm, Chor und Apsis in vollständiger Anlage, Turm gotisch                                                                    | Zerbst                 | Gehrden                        |                 | 52° 0′ 31″ N, 11° 57′ 26″ O  |
| Dorfkirche Glienecke                    | Rechteckbau mit eingezogenem Chor 1. H. 13. Jh. | Ziesar                 | Glienecke                      |                 | 52° 16′ 39″ N, 12° 22′ 45″ O |
| Dorfkirche Gölsdorf                     | Spätromanisch/frühgotischer Saalbau, Fachwerkturm 1728 | Niedergörsdorf         | Gölsdorf                       |                 | 51° 57′ 27″ N, 12° 58′ 54″ O |
| Dorfkirche Gömnigk                      | Schlichter Rechteckbau, wohl um 1400, mit Fachwerk-Dachturm | Brück                  | Gömnigk                        |                 | 52° 10′ 7″ N, 12° 44′ 5″ O   |
| Dorfkirche Görzke                       | Im Kern 13. Jh., nach Zerstörungen im Dreißigjährigen Krieg wieder aufgebaut                                                                                      | Görzke                 | Görzke                         |                 | 52° 10′ 25″ N, 12° 22′ 0″ O  |
| Dorfkirche Gräben                       | Schlichter Rechteckbau 2. H. 13. Jh., mit Fachwerk-Dachturm | Gräben                 | Gräben                         |                 | 52° 14′ 0″ N, 12° 25′ 38″ O  |
| Dorfkirche Gräfendorf                   | Feldsteinbau 1. H. 13. Jh., bestehend aus Chor, Schiff und Turm, Apsis abgebrochen, spätere Anbauten                                                              | Niederer Fläming       | Gräfendorf                     |                 | 51° 54′ 53″ N, 13° 11′ 26″ O |
| Dorfkirche Grabow (Möckern)             | Stattlicher breiter Feldsteinsaal 13. Jh. mit eingezogenem Chor und Halbkreisapsis 12. Jh.                                                                        | Möckern                | Grabow                         |                 | 52° 14′ 54″ N, 11° 57′ 45″ O |
| Dorfkirche Grabow (Mühlenfließ)         | Feldsteinsaal mit eingezogenem Chor und Apsis, A./M. 13. Jh., Fachwerkdachturm                                                                                    | Mühlenfließ            | Grabow (Mühlenfließ)           |                 | 52° 6′ 37″ N, 12° 44′ 56″ O  |
| St. Johannes (Griebo)                   | Spätromanischer Saalbau mit Westturm, eingezogenem Chor und Apsis, barock verändert                                                                               | Lutherstadt Wittenberg | Griebo                         |                 | 51° 52′ 54″ N, 12° 30′ 29″ O |
| Dorfkirche Grimme (Zerbst)              | Feldsteinbau in vollständiger Anlage um 1178, Foto siehe | Zerbst/Anhalt          | Grimme (Zerbst)                | Bild gesucht    | 52° 2′ 5″ N, 12° 17′ 18″ O   |
| Dorfkirche Groß Ziescht                 | Stattliche Feldsteinkirche A. 13. Jh. in vollständiger Anlage | Baruth/Mark            | Groß Ziescht                   |                 | 51° 59′ 14″ N, 13° 29′ 23″ O |
| Dorfkirche Grubo                        | Spätromanischer Feldsteinbau mit Rechteckchor und Apsis, 1. H. 13. Jh.                                                                                            | Wiesenburg/Mark        | Grubo                          |                 | 52° 4′ 36″ N, 12° 31′ 31″ O  |
| St. Benedikt (Güterglück)               | Neugotischer Neubau um 1900 in Feldstein mit Westquerturm und eingezogenem Chor                                                                                   | Zerbst                 | Güterglück                     |                 | 51° 59′ 6″ N, 11° 59′ 41″ O  |
| Dorfkirche Haseloff                     | Rechteckbau mit Apsis 1. H. 13. Jh., spätgotischer Turm 15. Jh. mit Aufsatz von 1829                                                                              | Mühlenfließ            | Haseloff                       |                 | 52° 5′ 20″ N, 12° 45′ 12″ O  |
| Kirchenruine Heinsdorf                  | Ruine einer Kirche aus der M. 13. Jh., Reste der Kirche nach Verfall ab 2007 für eine kulturelle Nutzung wiederhergestellt                                        | Dahme/Mark             | Heinsdorf                      |                 | 51° 55′ 42″ N, 13° 20′ 11″ O |
| Dorfkirche Hohenahlsdorf                | Rechteckbau mit eingezogenem Chor, 2. H. 13. Jh., barock umgebaut                                                                                                 | Niederer Fläming       | Hohenahlsdorf                  |                 | 51° 55′ 50″ N, 13° 7′ 15″ O  |
| Dorfkirche Hohengörsdorf                | Rechteckbau mit eingezogenem Chor und Apsis A. 13. Jh., Dachturm 18. Jh. mit Haube                                                                                | Niederer Fläming       | Hohengörsdorf                  |                 | 51° 57′ 25″ N, 13° 8′ 24″ O  |
| Dorfkirche Hohenseeden                  | Einschiffiger Feldsteinbau mit eingezogenem Chor und Apsis, um 1300; im 14. Jh. mit Chorturm in Bruchstein versehen                                               | Elbe-Parey             | Hohenseeden                    |                 | 52° 18′ 47″ N, 12° 0′ 26″ O  |
| Dorfkirche Hohenseefeld                 | Schlichter Rechteckbau aus der Zeit um 1300 mit Westquerturm um 1500                                                                                              | Niederer Fläming       | Hohenseefeld                   |                 | 51° 53′ 11″ N, 13° 18′ 24″ O |
| Kirche Hohenwarthe                      | Im Kern spätromanischer Bruchsteinbau aus Schiff, Chor und Apsis, Westgiebel 1884 umgestaltet. Spätgotischer Schnitzaltar 2. H. 15. Jh.                           | Möser                  | Hohenwarthe                    |                 | 52° 13′ 35″ N, 11° 42′ 17″ O |
| St. Stephanus (Hohenziatz)              | Stattliche spätromanische Saalkirche in vollständiger Anlage, im 19. Jh. Westturm restauriert. Zahlreiche Epitaphe.                                               | Möckern                | Hohenziatz                     |                 | 52° 10′ 54″ N, 12° 2′ 57″ O  |
| Dorfkirche Hohenlobbese                 | Turmloser Feldsteinbau 1. H. 13. Jh. mit eingezogenem polygonalem Chor                                                                                            | Görzke                 | Hohenlobbese                   |                 | 52° 9′ 56″ N, 12° 16′ 33″ O  |
| Dorfkirche Hohenwerbig                  | Spätromanische Feldsteinsaalkirche 1. H. 13. Jh. mit eingezogenem Chor und Apsis, schiefergedeckter Dachturm                                                      | Niemegk                | Hohenwerbig                    |                 | 52° 2′ 49″ N, 12° 42′ 21″ O  |
| Dorfkirche Ihlow (Fläming)              | Rechteckbau mit Breitwestturm, wohl um 1300 | Ihlow (Fläming)        | Ihlow (Fläming)                |                 | 51° 52′ 2″ N, 13° 20′ 18″ O  |
| Kirche Jahmo                            | Im Kern romanischer flachgedeckter Feldsteinbau mit eingez. Apsis 13. Jh.                                                                                         | Lutherstadt Wittenberg | Jahmo                          |                 | 51° 57′ 0″ N, 12° 42′ 6″ O   |
| Dorfkirche Jeserig (Fläming)            | Spätromanische Saalkirche mit eingezogenem Chor und Apsis, E. 12. Jh./A. 13. Jh.                                                                                  | Wiesenburg/Mark        | Jeserig/Fläming                |                 | 52° 5′ 8″ N, 12° 27′ 9″ O    |
| St. Jacobi (Jüterbog)                   | Feldsteinsaal mit eingezogenem Chor und Apsis, A. 13. Jh. | Jüterbog               | Jüterbog                       |                 | 51° 59′ 20″ N, 13° 5′ 53″ O  |
| St. Nikolai (Jüterbog)                  | 1307 erstmals erwähnt, Hallenkirche in Backstein, nur Doppelturmfassade in Feldstein                                                                              | Jüterbog               | Jüterbog                       |                 | 51° 59′ 28″ N, 13° 5′ 6″ O   |
| Dorfkirche Kalitz                       | Rechteckiger Feldsteinbau mit Dachturm Anfang 18. Jh. | Möckern                | Kalitz                         |                 | 52° 5′ 53″ N, 12° 1′ 26″ O   |
| Dorfkirche Kaltenborn                   | Feldsteinbau mit eingezogenem Chor und Apsis, 1. H. 13. Jh., nach Brand 1785 erneuert                                                                             | Niedergörsdorf         | Kaltenborn                     |                 | 51° 59′ 4″ N, 12° 56′ 49″ O  |
| Dorfkirche Kemlitz (Baruth/Mark)        | Rechteckbau mit eingezogenem Chor wohl um 1300 | Baruth/Mark            | Kemlitz                        |                 | 52° 0′ 39″ N, 13° 28′ 13″ O  |
| Kirche Kermen                           | Im Kern romanischer Feldsteinbau mit halbkreisförmigem Ostschluss, im Innern barocker Kanzelaltar                                                                 | Zerbst/Anhalt          | Kermen                         | Bild gesucht BW | 51° 55′ 6″ N, 12° 2′ 45″ O   |
| Dorfkirche Kerzendorf (Wittenberg)      | Ursprünglich romanischer Feldsteinbau mit Chor und Apsis, 13. Jh.                                                                                                 | Lutherstadt Wittenberg | Kerzendorf                     |                 | 51° 58′ 53″ N, 12° 39′ 41″ O |
| St. Timothei                            | Im Kern spätromanische Feldsteinkirche, 1721 nach Zerstörung wiederaufgebaut, neuromanischer Turm 1899, nach Dacheinsturz um 2000–2006 wiederhergestellt          | Möckern                | Klein Lübars                   |                 | 52° 10′ 17″ N, 12° 5′ 59″ O  |
| Dorfkirche Klein Marzehns               | Spätgotische Feldsteinkirche, Apsis und quadratischer Dachturm 19. Jh.                                                                                            | Rabenstein/Fläming     | Klein Marzehns                 |                 | 52° 0′ 56″ N, 12° 36′ 44″ O  |
| Dorfkirche Klepps                       | Spätromanische Dorfkirche in vollständiger Anlage, Glockengeschoss des Turms von 1903                                                                             | Möckern                | Klepps                         |                 | 52° 5′ 11″ N, 12° 2′ 56″ O   |
| Dorfkirche Klepzig                      | Neugotischer Wiederaufbau der 1809 abgebrannten Kirche | Wiesenburg             | Klepzig                        |                 | 52° 1′ 17″ N, 12° 32′ 3″ O   |
| Dorfkirche Klossa                       | Kleine frühgotische Saalkirche aus Raseneisenstein um 1300, Westturm 1910                                                                                         | Jessen (Elster)        | Klossa                         |                 | 51° 46′ 54″ N, 13° 2′ 56″ O  |
| St. Pancratii (Körbelitz)               | Spätromanischer Feldsteinbau in vollständiger Anlage, Turm nach Einsturz 1989 wieder aufgebaut                                                                    | Möser                  | Körbelitz                      |                 | 52° 10′ 50″ N, 11° 46′ 58″ O |
| Dorfkirche Körbitz                      | Rechtecksaal mit Apsis (1. H. 13. Jh.) und querrechteckigem Turm (wohl 15. Jh.)                                                                                   | Niederer Fläming       | Körbitz                        |                 | 51° 53′ 42″ N, 13° 6′ 52″ O  |
| Dorfkirche Kossin                       | Schlichter Rechteckbau, wohl 15. Jh., wohl im 30j. Krieg beschädigt und wiederhergestellt                                                                         | Niederer Fläming       | Kossin                         |                 | 51° 51′ 39″ N, 13° 13′ 58″ O |
| Dorfkirche Kranepuhl                    | Schlichter Rechteckbau in Feldstein, wohl noch 13. Jh., mit Fachwerkgiebel und -dachturm                                                                          | Planetal               | Kranepuhl                      |                 | 52° 5′ 57″ N, 12° 36′ 58″ O  |
| Dorfkirche Kuhlowitz                    | Schlichter Rechteckbau, nach Ausweis des in dieser Art und Region einmaligen, großen Schmuckgiebels über der Ostwand wohl 15. Jh.                                 | Bad Belzig             | Kuhlowitz                      |                 | 52° 8′ 16″ N, 12° 38′ 35″ O  |
| Dorfkirche Kurzlipsdorf                 | Rechteckbau mit eingezogenem Chor, nach Teileinsturz 1577 Schiff verkürzt wiederaufgebaut, Fachwerk-Dachturm mit Haube                                            | Niedergörsdorf         | Kurzlipsdorf                   |                 | 51° 58′ 12″ N, 12° 51′ 49″ O |
| Dorfkirche Langenlipsdorf               | Feldsteinbau im Kern 2. D. 13. Jh., Turm 1882 erneuert, Schiff verlängert                                                                                         | Niedergörsdorf         | Langenlipsdorf                 |                 | 51° 55′ 4″ N, 13° 5′ 28″ O   |
| Dorfkirche Leetza                       | Im Kern romanischer Feldstein-Rechteckbau, 13. Jh., teils verputzt, schlichter Dachturm mit Haube und Laterne                                                     | Zahna-Elster           | Leetza                         |                 | 51° 53′ 11″ N, 12° 49′ 7″ O  |
| Dorfkirche Lehnsdorf                    | Spätromanische Feldsteinkirche 1. H. 13. Jh. mit Apsis und Dachturm                                                                                               | Wiesenburg/Mark        | Lehnsdorf                      |                 | 52° 2′ 14″ N, 12° 31′ 8″ O   |
| Dorfkirche Lichterfelde                 | Schlichter Feldsteinsaal 1. H. 13. Jh. mit eingezogenem Chor und Dachturm                                                                                         | Niederer Fläming       | Lichterfelde                   |                 | 51° 56′ 0″ N, 13° 12′ 27″ O  |
| Dorfkirche Lindow                       | Rechteckbau mit eingezogenem Chor, E. 12. Jh., Turm zunächst in Schiffsbreite, nach Planwechsel schmaler ausgeführt                                               | Niedergörsdorf         | Lindow (Niedergörsdorf)        |                 | 52° 0′ 43″ N, 12° 55′ 24″ O  |
| Dorfkirche Linthe                       | Feldsteinbau Anfang 13. Jahrhunderts, ursprünglich als vollständige Anlage, mächtiger Westturm, 1769 Chor vergrößert                                              | Linthe                 | Linthe                         |                 | 52° 9′ 16″ N, 12° 47′ 14″ O  |
| Dorfkirche Lobbese                      | Kleine Feldstein-Saalkirche Anfang 13. Jh. mit eingezogenem Chor und Apsis, Fachwerkdachreiter                                                                    | Treuenbrietzen         | Lobbese                        |                 | 52° 0′ 30″ N, 12° 43′ 24″ O  |
| Dorfkirche Locktow                      | Feldstein-Reckteckbau Anfang 15. Jahrhunderts, Fachwerk-Dachturm, Langhaus 1846 nach Osten verlängert                                                             | Planetal               | Locktow                        |                 | 52° 7′ 38″ N, 12° 42′ 17″ O  |
| Unser Lieben Frauen (Ruine)             | Als Ruine erhaltene, dreischiffige Basilika nach 1200, verfallen, zwischenzeitlich renoviert und nach 1810 erneut verfallen                                       | Möckern                | Loburg                         |                 | 52° 6′ 56″ N, 12° 4′ 59″ O   |
| Dorfkirche Liedekahle                   | Rechteckbau, wohl M. 14. Jh., mit separatem Glockenträger | Görsdorf               | Liedekahle                     |                 | 51° 54′ 40″ N, 13° 31′ 8″ O  |
| Dorfkirche Liepe                        | Rechteckbau um 1300, Dachturm | Dahme/Mark             | Liepe                          |                 | 51° 57′ 9″ N, 13° 21′ 57″ O  |
| Kirche Lindau (Anhalt)                  | Spätromanischer Feldsteinbau um 1200 mit eingez. Chor, Apsis und Westquerriegel                                                                                   | Zerbst/Anhalt          | Lindau (Zerbst)                |                 | 52° 2′ 14″ N, 12° 6′ 6″ O    |
| Dorfkirche Lostau                       | Schlichter spätromanischer Feldsteinbau mit eingezogenem Chor und Westquerturm                                                                                    | Möser                  | Lostau                         |                 | 52° 12′ 27″ N, 11° 43′ 41″ O |
| Dorfkirche Lübars                       | Spätromanische Feldsteinkirche in vollständiger Anlage | Möckern                | Lübars                         |                 | 52° 6′ 2″ N, 12° 4′ 20″ O    |
| Dorfkirche Lübnitz                      | Feldsteinkirche Anfang 13. Jh. in vollständiger Anlage mit eingezogenem Chor 1208 (d) Westquerturm                                                                | Bad Belzig             | Lübnitz                        |                 | 52° 9′ 23″ N, 12° 31′ 47″ O  |
| Dorfkirche Lühe (Möckern)               | Von einem spätromanischen Feldsteinbau der querrechteckige Westturm erhalten, Schiff im Kern gleichzeitig, barock verändert                                       | Möckern                | Lühe                           |                 | 52° 9′ 11″ N, 11° 57′ 4″ O   |
| Dorfkirche Lüsse                        | Beachtliche Feldsteinkirche in vollständiger Anlage, Turm zum Teil erst 15. Jh.                                                                                   | Bad Belzig             | Lüsse                          |                 | 52° 8′ 58″ N, 12° 39′ 26″ O  |
| Dorfkirche Lüttgenziatz                 | Im Kern romanische Saalkirche in Feldstein mit eingezogenem Chor und Rundapsis, 12. Jh. Nach Zerstörung um 1660 wiederaufgebaut                                   | Möckern                | Lüttgenziatz                   |                 | 52° 11′ 50″ N, 12° 0′ 51″ O  |
| St. Pauli (Luko)                        | Spätromanischer Feldsteinbau mit Rechteckchor und runder Apsis, 1. H. 13. Jh.                                                                                     | Coswig (Anhalt)        | Luko                           |                 | 51° 55′ 32″ N, 12° 19′ 35″ O |
| Dorfkirche Markendorf                   | Schlichter Rechteckbau 2. V. 13. Jh., Wiederaufbau nach Schäden im 30j. Krieg                                                                                     | Jüterbog               | Markendorf                     |                 | 51° 59′ 5″ N, 13° 10′ 17″ O  |
| Dorfkirche Marzahna                     | Rechteckige Saalkirche mit eingezogenem Rechteckchor und Apsis, 1. H. 13. Jh., Fachwerk-Dachturm                                                                  | Treuenbrietzen         | Marzahna                       |                 | 52° 0′ 4″ N, 12° 46′ 46″ O   |
| Kirche Mellnitz                         | Kleiner rechteckiger romanischer Feldsteinbau, 1. H. 13. Jh., nach Zerstörung im 17. Jh. teilweise erneuert                                                       | Jessen (Elster)        | Mellnitz                       |                 | 51° 54′ 14″ N, 12° 54′ 38″ O |
| Dorfkirche Merzdorf                     | Schlichter Rechteckbau 15. Jh. mit Westturm von 1930 | Baruth/Mark            | Merzdorf                       |                 | 52° 0′ 1″ N, 13° 24′ 49″ O   |
| Dorfkirche Mellnsdorf                   | Kleine Saalkirche mit eingezogenem Rechteckchor und Apsis, Dachturm 19. Jh.                                                                                       | Niedergörsdorf         | Mellnsdorf                     |                 | 51° 56′ 50″ N, 12° 52′ 7″ O  |
| St. Laurentius (Möckern)                | Von einem spätromanischen Feldstein-Vorgängerbauwerk Westturm, später mit Fachwerkaufsatz ergänzt, Schiff und polygonaler Chor 15. Jh.; 1593 nochmals umgestaltet | Möckern                | Möckern                        |                 | 52° 8′ 21″ N, 11° 57′ 12″ O  |
| Dorfkirche Möllensdorf                  | Spätromanischer Feldsteinbau mit eingezogenem Chor und Apsis | Coswig (Anhalt)        | Möllensdorf                    |                 | 51° 55′ 12″ N, 12° 32′ 6″ O  |
| Dorfkirche Mörz                         | Stattliche Feldsteinkirche mit eingezogenem Chor und polygonalem Schluss, massiver Westturm                                                                       | Planetal               | Mörz                           |                 | 52° 7′ 15″ N, 12° 41′ 17″ O  |
| Kirche Moritz (Zerbst)                  | Romanische Feldsteinsaalkirche in vollständiger Anlage um 1200 mit Schiff, eingezogenem Chor, Apsis und mächtigem Querwestturm                                    | Zerbst/Anhalt          | Moritz (Zerbst)                |                 | 51° 59′ 48″ N, 12° 1′ 38″ O  |
| Dorfkirche Morxdorf                     | Kleiner chorloser Rechtecksaal in Feldstein mit Dreifenstergruppe in der Ostwand, 2. H. 13. Jh.                                                                   | Jessen (Elster)        | Morxdorf                       |                 | 51° 54′ 12″ N, 12° 56′ 29″ O |
| Dorfkirche (Naundorf bei Seyda)         | Im Kern spätromanische Feldsteinkirche, bestehend aus Saal und Apsis, 1. H. 13. Jh.                                                                               | Jessen (Elster)        | Naundorf bei Seyda             |                 | 51° 55′ 25″ N, 12° 53′ 20″ O |
| St. Nicolaus (Nedlitz)                  | Romanisches Feldsteinbauwerk, 12. Jh., aus Schiff, Chor und Apsis, Westturm E. 12./A. 13. Jh.                                                                     | Gommern                | Nedlitz                        |                 | 52° 7′ 43″ N, 11° 49′ 51″ O  |
| Dorfkirche Neschholz                    | Rechteckbau 1. H. 13. Jh. mit eingezogener Apsis in gut gequadertem Feldstein, neubarocker Fachwerk-Dachturm mit Haube und Laterne                                | Bad Belzig             | Neschholz                      |                 | 52° 9′ 5″ N, 12° 41′ 42″ O   |
| Dorfkirche Neuendorf (Fläming)          | Schlichter Feldsteinbau, 1. H. 13. Jh., nachträglich (1859/60) nach Osten erweitert und mit Apsis versehen, ehemaliger Dachturm 1974 entfernt                     | Rabenstein/Fläming     | Neuendorf (Rabenstein/Fläming) |                 | 52° 3′ 14″ N, 12° 39′ 39″ O  |
| Dorfkirche Niebendorf                   | Rechteckbau, wohl 1. H. 13. Jh., mit eingezogenem Chor und Apsis, Glockenträger im Westen                                                                         | Dahme/Mark             | Niebendorf                     |                 | 51° 55′ 30″ N, 13° 19′ 22″ O |
| Dorfkirche Niederseefeld                | Schlichter Rechteckbau mit Fachwerkdachturm, 15. Jh. | Niederer Fläming       | Niederseefeld                  |                 | 51° 53′ 17″ N, 13° 18′ 2″ O  |
| Dorfkirche Oehna                        | Im Kern 2. H. 13. Jh., eingezogener Westturm 1873 | Niedergörsdorf         | Oehna                          |                 | 51° 55′ 51″ N, 13° 2′ 4″ O   |
| Dorfkirche Paplitz                      | Bescheidener turmloser Rechteckbau, urspr. wohl mittelalterlich, nach Zerstörung im 30j. Krieg wiederaufgebaut                                                    | Baruth/Mark            | Paplitz                        |                 | 52° 3′ 7″ N, 13° 28′ 8″ O    |
| Dorfkirche Pechüle                      | Stattlicher Feldsteinbau Anfang 13. Jh. bis 15. Jh. erbaut, bestehend aus Chor, Schiff und Turm                                                                   | Treuenbrietzen         | Pechüle                        |                 | 52° 4′ 29″ N, 12° 57′ 10″ O  |
| Dorfkirche Petkus                       | Spätromanische Feldsteinkirche 1. H. 13. Jh. mit eingezogenem Chor und Apsis, Westturm in Backstein 19. Jh.                                                       | Baruth/Mark            | Petkus                         |                 | 51° 59′ 10″ N, 13° 21′ 16″ O |
| Dorfkirche Pitschen                     | Rechteckbau in Feldstein, nach Brand 1675 vielleicht reduziert wiederaufgebaut, Dachturm 1735, nach Schäden 1945 restauriert                                      | Heideblick             | Pitschen-Pickel                |                 | 51° 52′ 26″ N, 13° 35′ 23″ O |
| Gutskapelle Pöthen (Ruine)              | Ruine des 1695 erbauten gotisierenden Saalbaus, ehemals Kapelle des benachbarten Gutshauses, Ruine 1997/98 saniert                                                | Gommern                | Pöthen (Gommern)               |                 | 52° 6′ 2″ N, 11° 49′ 37″ O   |
| Dorfkirche Polenzko                     | Feldsteinsaalkirche mit eingezogenem Chor und Fachwerk-Dachturm, 1884 eingreifend erneuert                                                                        | Zerbst/Anhalt          | Polenzko                       |                 | 52° 0′ 40″ N, 12° 15′ 14″ O  |
| Dorfkirche Preußnitz                    | Sorgfältig gequaderter Rechteckbau mit eingezogenem Chor und Apsis, nach Abtragung des baufälligen Turms mit separatem Glockenstuhl                               | Bad Belzig             | Preußnitz                      |                 | 52° 7′ 53″ N, 12° 37′ 47″ O  |
| Dorfkirche Raben                        | Spätromanische Kirche mit eingezogenem Chor und Apsis, 1. H. 13. Jh., Fenster verändert, Fachwerk-Dachturm                                                        | Rabenstein/Fläming     | Raben                          |                 | 52° 2′ 33″ N, 12° 34′ 38″ O  |
| Dorfkirche Rädigke                      | Feldstein-Rechteckbau letztes V. 12./Anf. 13. Jh., Turm in Fachwerk mit Ziegelverkleidung von 1903                                                                | Rabenstein/Fläming     | Rädigke                        |                 | 52° 3′ 11″ N, 12° 37′ 23″ O  |
| Dorfkirche Ragösen (Coswig)             | Kleines spätromanisches Feldsteinbauwerk um 1200 mit eingezogenem Chor, Apsis und Dachturm                                                                        | Coswig (Anhalt)        | Ragösen                        |                 | 52° 14′ 28″ N, 12° 34′ 50″ O |
| Dorfkirche Rahnsdorf (Zahna-Elster)     | Saalkirche in Feldstein mit eingezogenem Chor Mitte 13. Jh., Fachwerkturm 1785                                                                                    | Zahna-Elster           | Rahnsdorf                      |                 | 51° 56′ 44″ N, 12° 47′ 7″ O  |
| Dorfkirche Reetz                        | Feldstein-Rechteckbau mit eingezogenem Chor und mächtigem Turm, 1. H. 13. Jh.                                                                                     | Wiesenburg/Mark        | Reetz                          |                 | 52° 6′ 38″ N, 12° 22′ 15″ O  |
| Dorfkirche Reesen                       | Kleine, unscheinbare romanische Dorfkirche in Feldstein mit gotischem Chor und Fachwerkdachturm                                                                   | Burg (bei Magdeburg)   | Reesen                         |                 | 52° 17′ 3″ N, 11° 56′ 19″ O  |
| Dorfkirche Reinsdorf                    | Rechteckbau mit eingezogenem Chor und Apsis, 2. V. 13. Jh. | Niederer Fläming       | Reinsdorf (Niederer Fläming)   |                 | 51° 54′ 27″ N, 13° 13′ 17″ O |
| Dorfkirche Reppinichen                  | Spätgotischer Rechteckbau wohl 15. Jh., mit Backsteinturm 19. Jh.                                                                                                 | Wiesenburg/Mark        | Reppinichen                    |                 | 52° 8′ 23″ N, 12° 18′ 47″ O  |
| Dorfkirche Riesdorf                     | Rechteckbau um 1300, verbretterter Giebel, hölzerner Dachturm mit barocker Haube und Laterne                                                                      | Niederer Fläming       | Riesdorf (Niederer Fläming)    |                 | 51° 57′ 18″ N, 13° 14′ 5″ O  |
| Dorfkirche Rietz (Treuenbrietzen)       | Rechteckbau 13. Jh., 1858 Turm in Backstein neu erbaut | Treuenbrietzen         | Rietz                          |                 | 52° 4′ 24″ N, 12° 48′ 27″ O  |
| Dorfkirche Rietzel                      | Spätromanische Feldstein-Saalkirche M. 13. Jh. mit 1704 in Fachwerk angebauter Apsis, Fachwerkdachturm E. 19. Jh.                                                 | Möckern                | Rietzel                        |                 | 52° 16′ 36″ N, 12° 0′ 57″ O  |
| Dorfkirche Rodleben                     | Spätromanische Feldstein-Saalkirche mit eingezogenem Chor und Apsis, Fachwerkturm                                                                                 | Dessau-Roßlau          | Rodleben                       |                 | 51° 53′ 34″ N, 12° 11′ 57″ O |
| Dorfkirche Rogäsen                      | Stattliche spätromanische Feldsteinkirche in vollständiger Anlage, Turmaufsatz in Backstein 19. Jh., nach teilweisem Verfall 2015/17 wiederhergestellt            | Rosenau                | Rogäsen                        |                 | 52° 19′ 16″ N, 12° 21′ 26″ O |
| Dorfkirche Rohrbeck                     | Spätgotischer Feldsteinbau mit Westquerturm, hölzerner barocker Aufsatz mit Haube und Laterne                                                                     | Niedergörsdorf         | Rohrbeck                       |                 | 51° 57′ 48″ N, 13° 2′ 38″ O  |
| Dorfkirche Rosenthal (Dahme/Mark)       | Feldsteinbau in vollständiger Anlage um 1300 | Dahme/Mark             | Rosenthal (Dahme/Mark)         |                 | 51° 51′ 49″ N, 13° 27′ 43″ O |
| Dorfkirche Rosian                       | Spätromanischer Feldsteinbau mit Rechteckchor und Fachwerkdachturm                                                                                                | Möckern                | Rosian                         |                 | 52° 5′ 40″ N, 12° 8′ 54″ O   |
| Dorfkirche Rottstock                    | Stattlicher spätgotischer Feldsteinbau um 1430 mit eingezogenem Chor und Westturm                                                                                 | Brück                  | Rottstock (Brück)              |                 | 52° 10′ 38″ N, 12° 44′ 52″ O |
| St. Sebastian (Schartau)                | Spätromanische Feldsteinkirche in vollständiger Anlage, Fenster barock verändert                                                                                  | Burg (bei Magdeburg)   | Schartau                       |                 | 52° 17′ 32″ N, 11° 47′ 27″ O |
| Dorfkirche Schenkendorf                 | Feldsteinbau A. 15. Jh. mit Westturm, dreiseitiger Ostschluss barock überformt                                                                                    | Steinreich             | Schenkendorf (Steinreich)      |                 | 51° 57′ 2″ N, 13° 28′ 21″ O  |
| Dorfkirche Schermen                     | Im Kern spätromanische Saalkirche in Feldstein, ursprünglich Westturm und Schiff, dieses später erhöht                                                            | Möser                  | Schermen                       |                 | 52° 13′ 54″ N, 11° 49′ 3″ O  |
| Dorfkirche Schlalach                    | Gotischer Feldsteinbau E. 14./A. 15. Jh., Turm um 1500; Umbau 1862, dabei Änderung der Fensterformen                                                              | Mühlenfließ            | Schlalach                      |                 | 52° 8′ 41″ N, 12° 50′ 43″ O  |
| Dorfkirche Schlamau                     | Spätromanischer Feldsteinbau mit eingezogenem Chor und Apsis, 1. H. 13. Jh., eingreifender Umbau 1701                                                             | Wiesenburg/Mark        | Schlamau                       |                 | 52° 7′ 52″ N, 12° 26′ 54″ O  |
| Kirchenruine Schleesen                  | Ruine der Kirche aus dem 13. Jh., Wüstung wohl ab 14. Jh. | Schleesen              | Wüstung Schleesen              |                 | 52° 1′ 56″ N, 12° 22′ 36″ O  |
| Dorfkirche Schlenzer                    | Saalkirche mit eingezogenem Chor, im Kern 2. H. 13. Jh. | Niederer Fläming       | Schlenzer                      |                 | 51° 57′ 43″ N, 13° 14′ 55″ O |
| Dorfkirche Schmilkendorf                | Romanische Kirche mit eingezogenem Chor und Apsis, 13. Jh. | Lutherstadt Wittenberg | Schmilkendorf                  |                 | 51° 55′ 32″ N, 12° 37′ 44″ O |
| Dorfkirche Schöna                       | Saalkirche mit Apsis im Kern 13. Jh., eingreifender Umbau 1772/78                                                                                                 | Dahme/Mark             | Schöna-Kolpien                 |                 | 51° 48′ 54″ N, 13° 27′ 1″ O  |
| Dorfkirche Schönefeld                   | Feldsteinkirche, Neubau 1853 | Niedergörsdorf         | Schönefeld                     |                 | 51° 58′ 42″ N, 12° 49′ 48″ O |
| Dorfkirche Schwabeck                    | Schlichter gotischer Saal mit polygonalem Ostschluss und Dachturm, 14. Jh.                                                                                        | Treuenbrietzen         | Schwabeck                      |                 | 52° 1′ 21″ N, 12° 48′ 54″ O  |
| Dorfkirche Schwanebeck                  | Ursprungsbau wohl 14. Jahrhundert, durch mehrfache Zerstörungen und barocken Wiederaufbau nicht mehr erkennbar                                                    | Bad Belzig             | Schwanebeck                    |                 | 52° 10′ 33″ N, 12° 37′ 38″ O |
| Dorfkirche Schweinitz                   | Rechteckiger Feldsteinbau mit Walmdach und Dachreiter, vermutlich romanischer Ursprung, Umbauten 1736                                                             | Möckern                | Schweinitz                     |                 | 52° 7′ 52″ N, 12° 11′ 40″ O  |
| Dorfkirche Seegrehna                    | Feldsteinbauwerk im Kern 1. H. 13. Jh., nach Zerstörung um 1650 wieder hergestellt                                                                                | Lutherstadt Wittenberg | Seegrehna                      |                 | 51° 49′ 53″ N, 12° 33′ 2″ O  |
| Dorfkirche Seehausen (Niedergörsdorf)   | Saalbau 1. H. 13. Jh. mit eingezogenem Chor, nach Zerstörungen im 30jährigen Krieg wiederaufgebaut, Turm 1790                                                     | Niedergörsdorf         | Seehausen                      |                 | 51° 57′ 9″ N, 12° 54′ 50″ O  |
| Dorfkirche Sernow                       | Um 1300 erbauter rechteckiger chorloser Bau, Turm um 1900 | Niederer Fläming       | Sernow (Niederer Fläming)      |                 | 51° 56′ 14″ N, 13° 13′ 42″ O |
| Dorfkirche Stackelitz                   | Feldsteinkirche um 1200 mit kleinem verbretterten Dachturm | Coswig (Anhalt)        | Stackelitz                     |                 | 52° 0′ 36″ N, 12° 22′ 42″ O  |
| St. Nicolai (Steckby)                   | Schlichter Saalbau um 1200 in Feldstein mit Chor, Apsis und Dachturm                                                                                              | Zerbst/Anhalt          | Steckby                        |                 | 51° 53′ 32″ N, 12° 1′ 43″ O  |
| St. Petri (Stegelitz)                   | Spätromanische Saalkirche, 1721–1727 innen barock ausgestattet, wertvolle Orgel 1748                                                                              | Möckern                | Stegelitz                      |                 | 52° 11′ 23″ N, 11° 54′ 26″ O |
| Dorfkirche Stresow (Möckern)            | Saalbau aus Feldstein mit eingezogenem Chor und Apsis, im Kern 12. Jh.                                                                                            | Möckern                | Stresow                        |                 | 52° 15′ 27″ N, 12° 0′ 51″ O  |
| Kirche Strinum                          | Spätromanischer Feldsteinbau aus Schiff, Chor und Apsis, um 1200. Profaniert, Kulturkirche                                                                        | Zerbst/Anhalt          | Strinum                        | Bild gesucht BW | 52° 0′ 22″ N, 12° 4′ 59″ O   |
| Dorfkirche Theeßen                      | Im Kern romanischer Feldsteinbau, Saalkirche mit eingezogenem Chor, Dachreiter 1748                                                                               | Möckern                | Theeßen                        |                 | 52° 16′ 4″ N, 12° 3′ 17″ O   |
| St. Marien (Treuenbrietzen)             | Ostteile (Querhaus, monumentale Apsis) der vor 1217 begonnenen Kirche in Feldstein, Langhaus und Turm in Backstein                                                | Treuenbrietzen         | Treuenbrietzen                 |                 | 52° 5′ 58″ N, 12° 52′ 34″ O  |
| Dorfkirche Trüben                       | Schlichter Rechteckbau mit eingezogenem Chor und Apsis 13. Jahrhundert mit Fachwerkdachturm 16./17. Jh.                                                           | Zerbst                 | Trüben                         |                 | 51° 59′ 6″ N, 12° 11′ 47″ O  |
| St. Marien (Tryppehna)                  | Romanische Saalkirche, bestehend aus Schiff, Chor und Apsis, Dachreiter über dem Westgiebel 1818, Teile der Ausstattung 1966 verschollen                          | Möckern                | Tryppehna                      |                 | 52° 9′ 53″ N, 11° 54′ 59″ O  |
| St. Stephanus (Vehlitz)                 | Spätromanische Saalkirche mit Westquerturm, Rechteckchor nachträglich erweitert                                                                                   | Gommern                | Vehlitz                        |                 | 52° 6′ 29″ N, 11° 52′ 51″ O  |
| Dorfkirche Viesen                       | Saalbau mit Chor und Westturm, 13. Jh. | Rosenau                | Viesen                         |                 | 52° 19′ 24″ N, 12° 23′ 21″ O |
| Dorfkirche Wahlsdorf                    | Feldsteinkirche 1. H. 13. Jh. mit eingezogenem Chor und Apsis, Westturm 1887/88                                                                                   | Dahme/Mark             | Wahlsdorf (Dahme/Mark)         |                 | 51° 57′ 16″ N, 13° 19′ 36″ O |
| Dorfkirche Wahlsdorf (Coswig)           | Schlichter Saalbau mit eingezogenem Rechteckchor und Apsis | Coswig (Anhalt)        | Wahlsdorf (Coswig)             |                 | 51° 56′ 37″ N, 12° 30′ 44″ O |
| Kirche Wallwitz                         | Im 19. Jh. veränderte Bruchstein-Saalkirche, Fachwerk-Dachturm über dem Westgiebel                                                                                | Möckern                | Wallwitz                       |                 | 52° 7′ 10″ N, 11° 54′ 59″ O  |
| Dorfkirche Waltersdorf                  | Schlichter rechteckiger, turmloser Feldsteinbau des 15. Jahrhunderts                                                                                              | Niederer Fläming       | Waltersdorf                    |                 | 51° 54′ 25″ N, 13° 17′ 1″ O  |
| Dorfkirche Warchau                      | Chor wohl E. 12. Jh., Schiff A. 13. Jh. | Rosenau                | Warchau                        |                 | 52° 21′ 38″ N, 12° 20′ 44″ O |
| Dorfkirche Weddin                       | Romanischer Feldsteinsaal mit eingezogenem Chor und Apsis, um 1200, barocker Dachreiter                                                                           | Lutherstadt Wittenberg | Weddin                         |                 | 51° 58′ 33″ N, 12° 40′ 56″ O |
| Dorfkirche Welsickendorf                | Saalkirche 2. H. 13./14. Jh. mit eingezogenem Chor und Fachwerk-Dachturm                                                                                          | Niederer Fläming       | Welsickendorf                  |                 | 51° 54′ 13″ N, 13° 8′ 22″ O  |
| Dorfkirche Werbig (Bad Belzig)          | Schlichter rechteckiger Feldsteinbau mit Fachwerk-Dachturm | Bad Belzig             | Werbig bei Bad Belzig          |                 | 52° 11′ 6″ N, 12° 27′ 53″ O  |
| Dorfkirche Werbig (Niederer Fläming)    | Schlichter rechteckiger Feldsteinbau 1. H. 13. Jh. mit charakteristischem Fachwerk-Dachturm, dieser 2011 wiederhergestellt und 2023/2024 erneut saniert           | Niederer Fläming       | Werbig bei Jüterbog            |                 | 51° 55′ 45″ N, 13° 11′ 32″ O |
| Dorfkirche Werder (Jüterbog)            | Ursprünglich mit Apsis, heute dreiteilig mit Chor, Schiff und Westquerturm, E. 12. Jh.                                                                            | Jüterbog               | Werder                         |                 | 52° 0′ 37″ N, 13° 7′ 35″ O   |
| Dorfkirche Wergzahna                    | Rechteckbau E. 12. Jh. in unregelmäßigem Feldsteinmauerwerk, mit Apsis und Dachturm                                                                               | Niedergörsdorf         | Wergzahna                      |                 | 51° 58′ 18″ N, 12° 47′ 15″ O |
| Kirche Wertlau                          | Turmloser Feldsteinbau mit eingezogenem Chor, um 1200, Innenausstattung 19. Jh.                                                                                   | Zerbst/Anhalt          | Wertlau                        |                 | 51° 54′ 37″ N, 12° 8′ 23″ O  |
| Kirche Wiesenburg                       | Kreuzförmiger Feldsteinbau 13. Jahrhundert, Turm in Backstein 1879/80                                                                                             | Wiesenburg/Mark        | Wiesenburg/Mark                |                 | 52° 6′ 40″ N, 12° 27′ 15″ O  |
| Dorfkirche Wildau-Wentdorf              | Stattlicher Feldsteinbau in vollständiger Anlage, Anfang 13. Jh.                                                                                                  | Dahmetal               | Wildau-Wentdorf                |                 | 51° 53′ 52″ N, 13° 33′ 10″ O |
| Dorfkirche Wölmsdorf                    | Schlichter rechteckiger Feldstein-Saal um 1300 mit Dachreiter | Niedergörsdorf         | Wölmsdorf                      |                 | 51° 58′ 17″ N, 12° 57′ 59″ O |
| Dorfkirche Woltersdorf                  | Spätromanische Feldsteinkirche aus Schiff, Chor und Apsis, Westturm um 1730                                                                                       | Biederitz              | Woltersdorf (Biederitz)        |                 | 52° 9′ 23″ N, 11° 46′ 22″ O  |
| St. Martin (Wörpen)                     | Schlichter Saal mit geradem Ostschluss um 1250, Dachreiter im Westen                                                                                              | Coswig (Anhalt)        | Wörpen                         |                 | 51° 55′ 35″ N, 12° 30′ 8″ O  |
| Dorfkirche Wusterwitz                   | Beachtliche spätromanische Kirche mit Kreuzgrundriss und Apsiden am Chor und Querhaus, um 1200, Querturm mit Fachwerkaufsatz und Haube                            | Wusterwitz             | Wusterwitz                     |                 | 52° 22′ 19″ N, 12° 23′ 3″ O  |
| St. Marien (Zahna)                      | Stattlicher Granitquaderbau, dreischiffige romanische Pfeilerbasilika mit Querschiff, drei Apsiden und Westriegel, um 1200                                        | Zahna-Elster           | Zahna                          |                 | 51° 54′ 43″ N, 12° 47′ 17″ O |
| Dorfkirche Zeddenick                    | Romanische Saalkirche in vollständiger Anlage, um 1180 | Möckern                | Zeddenick                      |                 | 52° 8′ 16″ N, 11° 53′ 43″ O  |
| Dorfkirche Zernitz                      | Rechtecksaal Anfang 15. Jahrhundert mit Fachwerk-Dachturm | Zerbst                 | Zernitz (Zerbst)               | Bild gesucht    | 52° 0′ 58″ N, 12° 5′ 2″ O    |
| Dorfkirche Zeuden                       | Saalbau mit eingezogenem Chor, M. 13. Jh., verschieferter Dachreiter 19. Jh.                                                                                      | Treuenbrietzen         | Zeuden                         |                 | 52° 1′ 36″ N, 12° 44′ 21″ O  |
| St. Johannes (Zieko)                    | Feldsteinsaalkirche 13. Jahrhundert, Turm 19. Jh. | Coswig (Anhalt)        | Zieko                          |                 | 51° 54′ 46″ N, 12° 24′ 41″ O |
| St. Crucis (Ziesar)                     | Kirche A. 13. Jh. mit Kreuzgrundriss und drei Apsiden an Chor und Querhaus, mächtiger Turm                                                                        | Ziesar                 | Ziesar                         |                 | 52° 16′ 0″ N, 12° 16′ 59″ O  |
| St. Markus                              | Dreiteiliger spätromanischer Bruchsteinbau 13. Jh., Westturm 1735                                                                                                 | Möckern                | Ziepel                         |                 | 52° 8′ 58″ N, 11° 52′ 18″ O  |
| Dorfkirche Zagelsdorf                   | Im Kern 14./15. Jh., nach Zerstörung 1670/80 wiederaufgebaut, schlichter Saal mit Turm                                                                            | Dahme/Mark             | Zagelsdorf                     |                 | 51° 53′ 9″ N, 13° 27′ 22″ O  |
| Dorfkirche Zallmsdorf                   | Romanischer Feldsteinbau mit eingez. Chor und Apsis um 1200, um 1697 wiederhergestellt und erneuert                                                               | Zahna-Elster           | Zallmsdorf                     |                 | 51° 54′ 8″ N, 12° 49′ 58″ O  |
| Klosterkirche Zinna                     | Teil von Kloster Zinna, um 1170, dreischiffige Basilika mit Querhaus, polygonaler Apsis und Kapellen                                                              | Jüterbog               | Zinna                          |                 | 52° 1′ 33″ N, 13° 6′ 7″ O    |
| Dorfkirche Zixdorf                      | Kleiner Feldsteinsaalbau mit Apsis, im Kern wohl 13./14. Jh., Fachwerk-Dachturm                                                                                   | Rabenstein/Fläming     | Zixdorf                        |                 | 52° 1′ 42″ N, 12° 40′ 55″ O  |

 ∑ 205 Einträge